# Settimio Borsari
Settimio Borsari (Mantova, XVI secolo – Casale Monferrato, 29 aprile 1594) è stato un vescovo cattolico italiano.

## Biografia
Mentre svolgeva il proprio ministero a Casale, nel 1592 fu al centro di un episodio che vide protagonista Rodolfo Gonzaga, fratello di san Luigi, marchese di Castiglione e di Castel Goffredo. Costui si impossessò con la forza del feudo dopo aver fatto eliminare lo zio Alfonso Gonzaga, marchese di Castel Goffredo, per motivi ereditari e tenne prigioniere nel proprio palazzo Ippolita Maggi e Caterina Gonzaga, moglie e figlia del defunto.
Il vescovo Borsari venne inviato da papa Clemente VIII a Castiglione per convincere Rodolfo a consegnare senza condizioni le due dame al duca di Mantova Vincenzo Gonzaga, che aveva mire sul feudo.

## Genealogia episcopale
La genealogia episcopale è:
- Cardinale Scipione Rebiba
- Cardinale Giulio Antonio Santori
- Cardinale Girolamo Bernerio, O.P.
- Vescovo Settimio Borsari